# August von Kreling

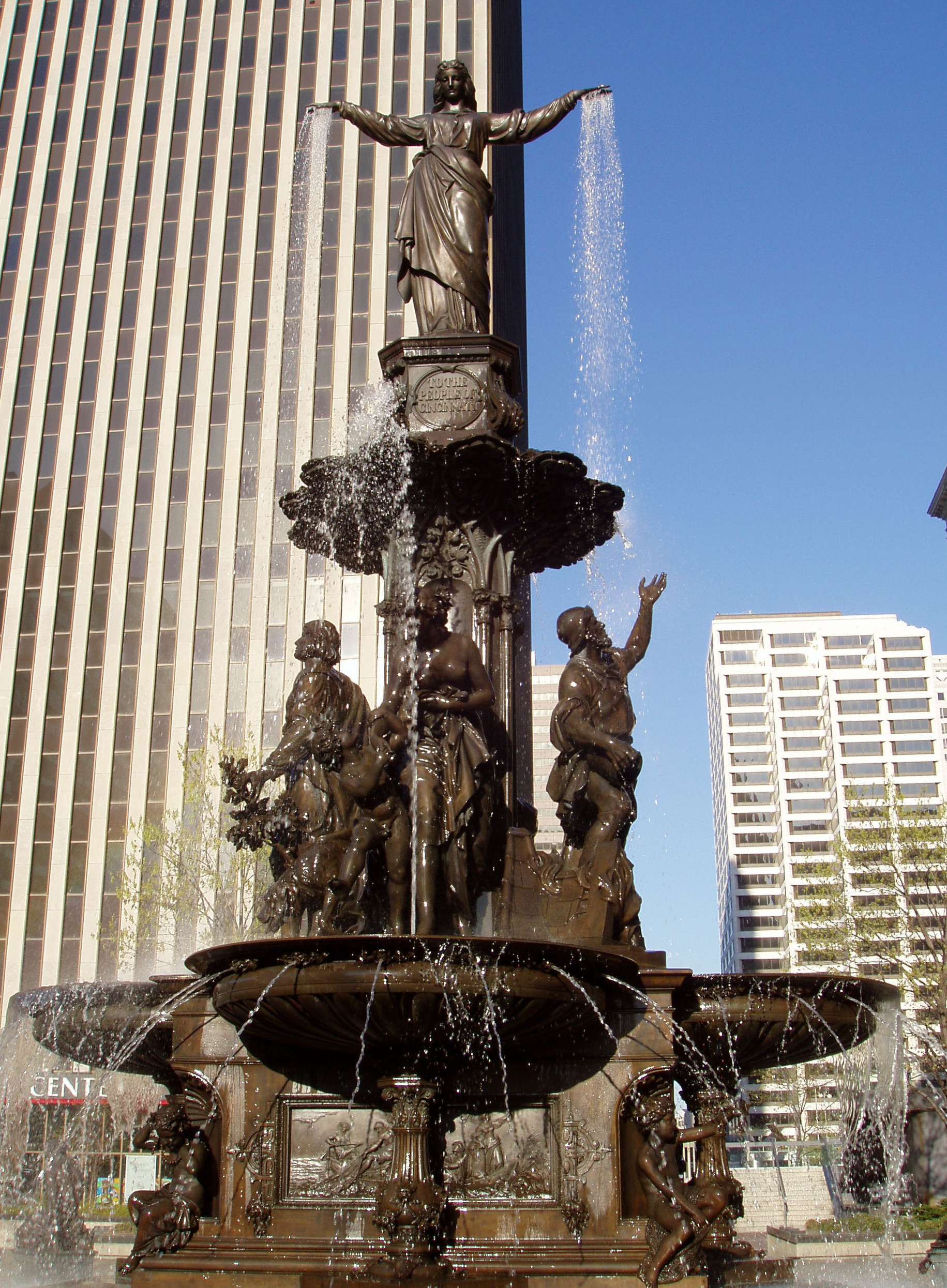
Fuente de Tyler Davidson en una plaza pública de Cincinnati.

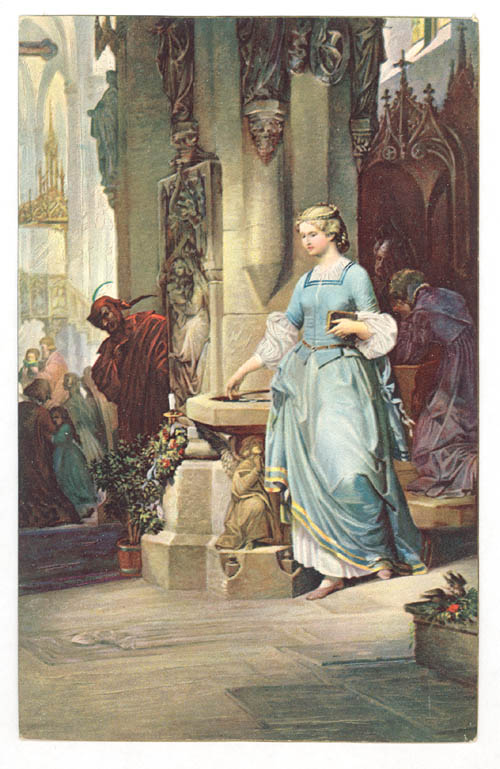
Gretchen in der Kirche, pintura de Kreling.

August von Kreling (Osnabrück, 23 de mayo de 1819-Nuremberg, 22 de abril de 1876) fue un pintor y escultor alemán.
Fue un hombre con grandes dotes artísticas, con una educación versátil, muy experimentado bajo el punto de vista práctico y de energía extraordinaria. En sus pinturas, permaneció fiel a la dirección colorista, y en sus obras escultóricas muestran que son consistentemente una fuerte tendencia al elemento pictórico.

## Biografía
Kreling era hijo de Johann Friedrich Kreling de oficio panadero, y Marie Margarethe Biermann. Después de completar su educación secundaria en la escuela local de su ciudad, ayudó a su padre con su negocio. En 1835, con dieciséis años, se trasladó a la universidad politécnica en Hannover, convirtiéndose en aprendiz del escultor Ernst von Bandel (1800-1876).
Al año siguiente, por recomendación, Kreling fue a la Academia de Bellas Artes de Múnich, donde estudió con Peter von Cornelius (1784-1867) y Ludwig Schwanthaler (1802-1848). Durante este período, Kreling abandonó la escultura por la pintura. Realizó nueve copias artísticas para el teatro de Hannover.
Entre 1847 y 1848, Kreling trabajó en el norte de Italia. En Venecia, copió obras de Paolo Veronese. En 1853, el rey Maximiliano II de Baviera le nombró director de la Escuela de Arte en Núremberg. Su organización, administración y modernización hizo del instituto un modelo para todas las escuelas similares en Alemania. Kreling ocupó el cargo hasta 1874.
La obra La coronación de Luis I de Baviera está considerada una de las más importantes de sus primeros años en Núremberg. Fue entregada a Maximiliano II, hijo de Luis I. Cuando se le ofreció el cargo de director de la Academia de las Artes de Prusia, Kreling lo rechazó debido a su reducido presupuesto.
En 1850, el empresario estadounidense Henry Probasco, después alcalde de Cincinnati, Ohio, Estados Unidos, patrocinó la construcción de una fuente en su ciudad (en memoria de su difunto cuñado, Tyler Davidson) similar a otra que Kreling y el escultor Fernando von Miller habían diseñado juntos muchos años antes. El resultado fue la Fuente de Tyler Davidson, ahora popular símbolo de la ciudad.
En 1854, en Múnich, August von Kreling se casó con Johanna, hija del pintor Wilhelm von Kaulbach. Tuvieron tres hijas y dos hijos, entre ellos Wilhelm von Kreling. Ese mismo año, Kreling supervisó la restauración del castillo imperial de Núremberg.
En 1858, los Príncipes de Liechtenstein acudieron a Kreling como arquitecto. En 1861, asumió la responsabilidad de una decoración completa para celebrar en Núremberg. En 1870, la ciudad de Tubinga, creó un monumento al astrónomo Johannes Kepler. Ese mismo año, fue honrado con un doctorado en filosofía por la Universidad de Tubinga.
En 1873, fue ennoblecido por Luis II de Baviera y fue galardonado con el Maximiliansorden por la ciencia y el arte. Murió en Nuremberg, a los cincuenta y siete años.